# Arrane Ashoonagh Dy Vannin
Arrane Ashoonagh Dy Vannin is het volkslied van het Britse eiland Man. Het lied is in het Engels geschreven door William Henry Gill (1839-1923), de vertaling in Manx-Gaelisch is gemaakt door John J. Kneen (1873-1939).

## Teksten
| Versie in het Manx O Halloo nyn ghooie, O' Ch'liegeen ny s'bwaaie Ry gheddyn er ooir aalin Yee, Ta dt' Ardstoyl Reill Thie Myr Barrool er py hoie Dy reayl shin ayns seyrsnys as shee. Tra Gorree yn Dane Haink er traie ec y Lhane Son Ree Mannin v'eh er ny reih 'S va creenaght veih Heose Er ny chur huggey neose Dy reill harrin lesh cairys as graih Ren nyn ayryn g'imraa Va Nooghyn shenn traa Yn Sushtal dy Hee fockley magh Shegin yeearree peccoil Myr far aileyn Vaal, Ve er ny chur mow son dy bragh. Vec ooasle yn Theihll Ayns creoighys tooilleil Ta traaue ooir as faarkey, Gow cree Ny jarrood yn fer mie Ta coadey 'n lught-thie Ren tooilleil liorish Logh Galilee. D'eiyr yn sterrm noon as noal Yn baatey beg moal Fo-harey hug Eh geay as keayn Trooid ooilley nyn ghaue Ta'n Saualtagh ec laue Dy choadey nyn Vannin veg veen. Lhig dorrinyn bra Troggal seose nyn goraa As brishey magh ayns ard arrane Ta nyn groink aalin glass Yn vooir cummal ass As coadey lught-thie as shioltane. Nyn Ellan fo-hee Cha boir noidyn ee Dy bishee nyn eeastyn as grain Nee'n Chiarn shin y reayll Voish strieughyn yn theihll As crooinnagh lesh shee 'n ashoon ain. Lhig dooin boggoil bee, Lesh annym as cree, As croghey er gialdyn yn Chiarn; Dy vodmayd dagh oor, Treish teil er e phooar, Dagh olk ass nyn anmeenyn 'hayrn. | Engelse tekst O land of our birth, O gem of God's earth, O Island so strong and so fair; Built firm as Barrule, Thy Throne of Home Rule Make us free as thy sweet mountain air. When Orry, the Dane, In Mannin did reign, 'Twas said he had come from above; For wisdom from Heav'n To him had been giv'n To rule us with justice and love. Our fathers have told How Saints came of old, Proclaiming the Gospel of Peace; That sinful desires, Like false Baal fires, Must die ere our troubles can cease. Ye sons of the soil, In hardship and toil, That plough both the land and the sea, Take heart while you can, And think of the Man Who toiled by the Lake Galilee. When fierce tempests smote That frail little boat, They ceased at His gentle command; Despite all our fear, The Saviour is near To safeguard our dear Fatherland. Let storm-winds rejoice, And lift up their voice, No danger our homes can befall; Our green hills and rocks Encircle our flocks, And keep out the sea like a wall. Our Island, thus blest, No foe can molest; Our grain and our fish shall increase; From battle and sword Protecteth the Lord, And crowneth our nation with peace. Then let us rejoice With heart, soul and voice, And in The Lord's promise confide; That each single hour We trust in His power, No evil our souls can betide. | Die Engelse tekst vertaald in het Nederlands O land van onz' geboorte, O juweel van Gods aarde, O Eiland zo sterk en zo schoon; Gebouwd hecht als Barrule, Wij, zoals de berglucht, zijn vrij Door uw onafhankelijke Troon. Wanneer Orry de Deen In Vannin regeerde, Werd gezegd hij van boven af kwam; Want wijsheid uit de hemel Naar hem was gegeven Ons heersen met gerechtigheid en liefde. Onze vaders vertelden Hoe kwam Sinten van oud, Het Evangelie van Vrede uitroepen; Dat zondige wensen, Als vals Baäl-vuren, Moeten sterven aleer onze kwalen kunnen staken. Gij kroost van de bodem In ontbering en gezwoeg Die beploegt beide 't land en de zee; Moed vergaar terwijl jij kan, En bedenk van de man Wie zwoegde bij 't Meer Galilea. Wanneer de felle storm sloeg Dat teer kleine boot, Maar hield op 'r tedere bevel; Omdanks al onze vrees, De Redder is bijna Ons dierbare Vaderland beveiligen. Laat stormwinden verheugen En heffen hun stem, Geen gevaar onze huizen kan overkomen; Onze groene berg en rots Omringen onze kuddes En houd de zee buiten als een wal. Onze Eiland, dus gezegend, Geen vijant kan last aandoen; Onze graan en onz' vissen zal toenemen; Van slag en van swaard Beveiligt de Heer, En kroont onze natie mit vrede. Dan laat ons verheugen Met hart, ziel en stem, En in Gods belofte vertrouwen; Dat Elke enkel uur We vertrouwen in Zijn macht, Geen boos onze zielen kan betijden. |